# Kościół Wszystkich Świętych w Niechłoninie
Kościół Wszystkich Świętych w Niechłoninie - drewniany kościół parafialny we wsi Niechłonin, w gminie Płośnica, w powiecie działdowskim, w województwie warmińsko-mazurskim.

## Historia
Świątynia wybudowana w 1757.

## Budowa i wyposażenie
Świątynia drewniana, o jednej nawie, posiada konstrukcję zrębową. Prezbiterium jest mniejsze, mieści się od strony nawy, jest zamknięte trójkątnie. Z przodu i z boku nawy znajdują się kruchty. Dach ma dwie kalenice i jest pokryty blachą, posiada ośmiokątną wieżyczkę na sygnaturkę. Jest ona zakończona hełmem z blachy w kształcie ostrosłupa z latarnią. W środku znajduje się pozorne sklepienie kolebkowe, umieszczone w prezbiterium. Ołtarz główny i dwa boczne, pochodzą z XVIII stulecia. 